# Helmwin
Helmwin, karantanski grof.
Okrog leta 828 (in ne prej kot leta 820) je postal oblastnik v Karantaniji, kjer je kot frankovski grof nasledil karantanskega kneza Etgarja. Bil je bavarskega rodu, o njegovem življenju pa ni ohranjeno ničesar drugega kot to, da je bil vojvoda bavarskega rodu, ki je imel Karantanijo dano v grofovsko upravo.

## Verjeten padec karantanskih narodnih knezov
Morda že po uporu Ljudevita Posavskega,  najkasneje pa s frankovsko upravno iz leta 828, do katere je prišlo  predvsem zaradi bolgarske nevarnosti, so s Helmwinom na oblast prišli vojvode bavarskega rodu (duces Bagoarii), ki so imeli deželo v grofovski upravi (in comitatum). Med zgodovinarji prevladuje mnenje, da so Karantanci leta 820 oziroma najkasneje leta 828 svoje kneze in notranjo samostojnost zgubili, in da je prav tedaj tuji grof Helmwin zamenjal odstavljenega kneza Etgarja. Na to sklepajo predvsem iz dveh posrednih dokazov. Kot prvo se po Ljudevitovem uporu Karantanci, Karniolci in Avari kot (notranje) samostojni narodi ne omenjajo več, kot drugo pa  se v sami Karantaniji že leta 822 pojavi prvi zabeleženi frankovski fevd.

## Alternativni pogledi o dogodkih med letoma 820 in 822
Pojavljajo se mnenja, da darovanje Bavarca Matherija še ne predstavlja padca rodovne kneževine, ampak pomeni šele pripravljanje terena za kasnejšo uvedbo grofovske uprave. Po bolj radikalnem, a na splošno nesprejetem pogledu so ti vojvode bavarskega rodu (duces Bagoarii)  pravzaprav karantanski (in ne bavarski) vojvode, ki so v svoji deželi dobili še grofovsko upravo. 

## Zunanji viri
- Herwig Wolfram (1991). Karantanija med vzhodom in zahodom: Obri, Bavarci in Langobardi v 8. In 9. stoletju. Iz: Zgodovinski časopis 41 (1991), 2, strani 177-187.
- Kos Milko (1934). Conversio Bagoariorum et Carantanorum Arhivirano 2005-05-28 na Wayback Machine.. Razprave znanstvenega društva v Ljubljani 11, Historični odsek 3.